# Unicorn socos
Pour les articles homonymes, voir Socos (homonyme).
Espèce
Unicorn socos est une espèce d'araignées aranéomorphes de la famille des Oonopidae.

## Distribution
Cette espèce est endémique de la région de Coquimbo au Chili,.

## Description
La femelle mesure 2,43 mm.

## Étymologie
Son nom d'espèce lui a été donné en référence au lieu de sa découverte, la ville de Socos.

## Publication originale
- Platnick & Brescovit, 1995 : On Unicorn, a new genus of the spider family Oonopidae (Araneae, Dysderoidea). American Museum novitates, no 3152, p. 1-12 (texte intégral).